# Bob-Weltcup 2015/16
Der Bob-Weltcup 2015/16 begann am 27. November 2015 in Altenberg und endete am 28. Februar 2016 in Königssee. Der Weltcup umfasste acht Stationen in Europa und Nordamerika und wurde parallel zum Skeleton-Weltcup 2015/16 ausgetragen. Veranstaltet wurde die Rennserie von der International Bobsleigh & Skeleton Federation (IBSF). Die Höhepunkte der Saison waren die Europameisterschaften vom 1. bis zum 7. Februar 2016 in St. Moritz, die parallel zum Weltcup ausgetragen wurden, und die Weltmeisterschaften, die vom 8. bis zum 21. Februar 2016 in Igls stattfanden.
Als Unterbau zum Weltcup fungierten der Europacup und der Nordamerikacup. Die Ergebnisse aller Rennserien flossen in das IBSF Bob-Ranking 2015/16 ein.

## Weltcupkalender
| #  | Datum                 | Land               | Ort            | Wettkampfstätte                      | 2er F | 2er M | 4er |
| -- | --------------------- | ------------------ | -------------- | ------------------------------------ | ----- | ----- | --- |
| 1  | 27.–29. November 2015 | Deutschland        | Altenberg      | Rennschlitten- und Bobbahn Altenberg | ●     | ●     | ●   |
| 2  | 5.–6. Dezember 2015   | Deutschland        | Winterberg     | Veltins-Eisarena                     | ●     | ●     | ●   |
| 3  | 11.–13. Dezember 2015 | Deutschland        | Königssee      | Kunsteisbahn Königssee               | ●     | ●     | ●   |
| 4  | 8.–9. Januar 2016     | Vereinigte Staaten | Lake Placid    | Olympia-Bobbahn Mount Van Hoevenberg | ●     | ●     | ●   |
| 5  | 15.–16. Januar 2016   | Vereinigte Staaten | Park City      | Utah Olympic Park Track              | ●     |       | ●●  |
| 6  | 22.–23. Januar 2016   | Kanada             | Whistler       | Whistler Sliding Centre              | ●     | ●●    |     |
| 7  | 6.–7. Februar 2016    | Schweiz            | St. Moritz 1   | Olympia Bob Run St. Moritz–Celerina  | ●     | ●     | ●   |
| WM | 8.–21. Februar 2016   | Österreich         | Innsbruck-Igls | Olympia Eiskanal Innsbruck-Igls      | ●     | ●     | ●   |
| 8  | 26.–28. Februar 2016  | Deutschland        | Königssee      | Kunsteisbahn Königssee               | ●     | ●     | ●   |

## Einzelergebnisse der Weltcupsaison 2015/16
| 1. Weltcup in Altenberg, 27.–29. November 2015 | 1. Weltcup in Altenberg, 27.–29. November 2015                            | 1. Weltcup in Altenberg, 27.–29. November 2015                        | 1. Weltcup in Altenberg, 27.–29. November 2015                   | 1. Weltcup in Altenberg, 27.–29. November 2015 |
| ---------------------------------------------- | ------------------------------------------------------------------------- | --------------------------------------------------------------------- | ---------------------------------------------------------------- | ---------------------------------------------- |
| Disziplin                                      | Erster Platz                                                              | Zweiter Platz                                                         | Dritter Platz                                                    |                                                |
| Zweierbob Frauen                               | Kaillie Humphries Melissa Lotholz                                         | Elfje Willemsen Sophie Vercruyssen                                    | Jamie Greubel Poser Lauren Gibbs Christina Hengster Sanne Dekker |                                                |
| Zweierbob Männer                               | Francesco Friedrich Thorsten Margis                                       | Oskars Melbārdis Daumants Dreiškens                                   | Won Yun-jong Seo Young-woo                                       |                                                |
| Viererbob Männer                               | DeutschlandFrancesco Friedrich Jannis Bäcker Martin Putze Thorsten Margis | DeutschlandNico Walther Marko Hübenbecker Christian Poser Eric Franke | DeutschlandMaximilian Arndt Kevin Kuske Kevin Korona Ben Heber   |                                                |

| 2. Weltcup in Winterberg, 5.–6. Dezember 2015 | 2. Weltcup in Winterberg, 5.–6. Dezember 2015                             | 2. Weltcup in Winterberg, 5.–6. Dezember 2015                       | 2. Weltcup in Winterberg, 5.–6. Dezember 2015                            | 2. Weltcup in Winterberg, 5.–6. Dezember 2015 |
| --------------------------------------------- | ------------------------------------------------------------------------- | ------------------------------------------------------------------- | ------------------------------------------------------------------------ | --------------------------------------------- |
| Disziplin                                     | Erster Platz                                                              | Zweiter Platz                                                       | Dritter Platz                                                            |                                               |
| Zweierbob Frauen                              | Jamie Greubel Poser Cherrelle Garrett                                     | Elana Meyers Taylor Kehri Jones                                     | Kaillie Humphries Melissa Lotholz                                        |                                               |
| Zweierbob Männer                              | Francesco Friedrich Thorsten Margis                                       | Oskars Melbārdis Daumants Dreiškens                                 | Won Yun-jong Seo Young-woo                                               |                                               |
| Viererbob Männer                              | DeutschlandFrancesco Friedrich Martin Putze Jannis Bäcker Thorsten Margis | DeutschlandMaximilian Arndt Kevin Kuske Alexander Rödiger Ben Heber | DeutschlandNico Walther Marko Hübenbecker Christian Poser Philipp Wobeto |                                               |

| 3. Weltcup in Königssee, 11.–13. Dezember 2015 | 3. Weltcup in Königssee, 11.–13. Dezember 2015                        | 3. Weltcup in Königssee, 11.–13. Dezember 2015                    | 3. Weltcup in Königssee, 11.–13. Dezember 2015                    | 3. Weltcup in Königssee, 11.–13. Dezember 2015 |
| ---------------------------------------------- | --------------------------------------------------------------------- | ----------------------------------------------------------------- | ----------------------------------------------------------------- | ---------------------------------------------- |
| Disziplin                                      | Erster Platz                                                          | Zweiter Platz                                                     | Dritter Platz                                                     |                                                |
| Zweierbob Frauen                               | Kaillie Humphries Melissa Lotholz                                     | Elfje Willemsen Sophie Vercruyssen                                | Jamie Greubel Poser Lauren Gibbs                                  |                                                |
| Zweierbob Männer                               | Francesco Friedrich Thorsten Margis                                   | Oskars Melbārdis Daumants Dreiškens                               | Nico Walther Marko Hübenbecker                                    |                                                |
| Viererbob Männer                               | DeutschlandNico Walther Gregor Bermbach Marko Hübenbecker Eric Franke | DeutschlandMaximilian Arndt Kevin Kuske Martin Putze Kevin Korona | SchweizRico Peter Thomas Amrhein Bror van der Zijde Simon Friedli |                                                |

| 4. Weltcup in Lake Placid, 8.–9. Januar 2016 | 4. Weltcup in Lake Placid, 8.–9. Januar 2016                    | 4. Weltcup in Lake Placid, 8.–9. Januar 2016                        | 4. Weltcup in Lake Placid, 8.–9. Januar 2016                               | 4. Weltcup in Lake Placid, 8.–9. Januar 2016 |
| -------------------------------------------- | --------------------------------------------------------------- | ------------------------------------------------------------------- | -------------------------------------------------------------------------- | -------------------------------------------- |
| Disziplin                                    | Erster Platz                                                    | Zweiter Platz                                                       | Dritter Platz                                                              |                                              |
| Zweierbob Frauen                             | Jamie Greubel Poser Cherrelle Garrett                           | Kaillie Humphries Melissa Lotholz                                   | Christina Hengster Sanne Dekker                                            |                                              |
| Zweierbob Männer                             | Steven Holcomb Carlo Valdes                                     | Nico Walther Christian Poser                                        | Won Yun-jong Seo Young-woo                                                 |                                              |
| Viererbob Männer                             | DeutschlandMaximilian Arndt Martin Putze Ben Heber Kevin Korona | Kanada 1Justin Kripps Derek Plug Benjamin Coakwell Alexander Kopacz | Vereinigtes Königreich 1Lamin Deen John Baines Joel Fearon Andrew Matthews |                                              |

| 5. (Frauen)/5.+6. (Viererbob Männer) Weltcup in Park City, 15.–16. Januar 2016 | 5. (Frauen)/5.+6. (Viererbob Männer) Weltcup in Park City, 15.–16. Januar 2016 | 5. (Frauen)/5.+6. (Viererbob Männer) Weltcup in Park City, 15.–16. Januar 2016 | 5. (Frauen)/5.+6. (Viererbob Männer) Weltcup in Park City, 15.–16. Januar 2016 | 5. (Frauen)/5.+6. (Viererbob Männer) Weltcup in Park City, 15.–16. Januar 2016 |
| ------------------------------------------------------------------------------ | ------------------------------------------------------------------------------ | ------------------------------------------------------------------------------ | ------------------------------------------------------------------------------ | ------------------------------------------------------------------------------ |
| Disziplin                                                                      | Erster Platz                                                                   | Zweiter Platz                                                                  | Dritter Platz                                                                  |                                                                                |
| Zweierbob Frauen                                                               | Kaillie Humphries Melissa Lotholz                                              | Christina Hengster Sanne Dekker                                                | Jamie Greubel Poser Lauren Gibbs                                               |                                                                                |
| Viererbob Männer                                                               | Deutschland 2Maximilian Arndt Alexander Rödiger Ben Heber Kevin Korona         | Schweiz 2Rico Peter Fabio Badraun Thomas Amrhein Simon Friedli                 | Kanada 2Justin Kripps Derek Plug Benjamin Coakwell Alexander Kopacz            |                                                                                |
| Viererbob Männer                                                               | DeutschlandNico Walther Marko Hübenbecker Christian Poser Eric Franke          | DeutschlandMaximilian Arndt Martin Putze Ben Heber Kevin Korona                | SchweizRico Peter Fabio Badraun Thomas Amrhein Bror van der Zijde              |                                                                                |

| 6. (Frauen)/5.+6. (Zweierbob Männer) Weltcup in Whistler, 22.–23. Januar 2016 | 6. (Frauen)/5.+6. (Zweierbob Männer) Weltcup in Whistler, 22.–23. Januar 2016 | 6. (Frauen)/5.+6. (Zweierbob Männer) Weltcup in Whistler, 22.–23. Januar 2016 | 6. (Frauen)/5.+6. (Zweierbob Männer) Weltcup in Whistler, 22.–23. Januar 2016 | 6. (Frauen)/5.+6. (Zweierbob Männer) Weltcup in Whistler, 22.–23. Januar 2016 |
| ----------------------------------------------------------------------------- | ----------------------------------------------------------------------------- | ----------------------------------------------------------------------------- | ----------------------------------------------------------------------------- | ----------------------------------------------------------------------------- |
| Disziplin                                                                     | Erster Platz                                                                  | Zweiter Platz                                                                 | Dritter Platz                                                                 |                                                                               |
| Zweierbob Frauen                                                              | Kaillie Humphries Melissa Lotholz                                             | Jamie Greubel Poser Cherrelle Garrett                                         | Christina Hengster Sanne Dekker                                               |                                                                               |
| Zweierbob Männer                                                              | Rico Peter Thomas Amrhein Won Yun-jong Seo Young-woo                          | –                                                                             | Uģis Žaļims 3 Intars Dambis                                                   |                                                                               |
| Zweierbob Männer                                                              | Chris Spring Lascelles Brown                                                  | Uģis Žaļims 3 Intars Dambis                                                   | Oskars Melbardis 3 Daumants Dreiškens                                         |                                                                               |

| 7. Weltcup und Europameisterschaft in St. Moritz, 6.–7. Februar 2016 | 7. Weltcup und Europameisterschaft in St. Moritz, 6.–7. Februar 2016 | 7. Weltcup und Europameisterschaft in St. Moritz, 6.–7. Februar 2016 | 7. Weltcup und Europameisterschaft in St. Moritz, 6.–7. Februar 2016     | 7. Weltcup und Europameisterschaft in St. Moritz, 6.–7. Februar 2016 |
| -------------------------------------------------------------------- | -------------------------------------------------------------------- | -------------------------------------------------------------------- | ------------------------------------------------------------------------ | -------------------------------------------------------------------- |
| Disziplin                                                            | Erster Platz                                                         | Zweiter Platz                                                        | Dritter Platz                                                            |                                                                      |
| Zweierbob Frauen                                                     | Elana Meyers Taylor Lauren Gibbs                                     | Anja Schneiderheinze Annika Drazek                                   | Kaillie Humphries Melissa Lotholz                                        |                                                                      |
| Zweierbob Männer                                                     | Beat Hefti Alex Baumann                                              | Steven Holcomb Carlo Valdes                                          | Nico Walther Christian Poser                                             |                                                                      |
| Viererbob Männer                                                     | DeutschlandMaximilian Arndt Kevin Korona Martin Putze Ben Heber      | ÖsterreichBenjamin Maier Marco Rangl Markus Sammer Dănuț Moldovan    | LettlandOskars Melbārdis Daumants Dreiškens Arvis Vilkaste Jānis Strenga |                                                                      |

| 8. Weltcup in Königssee, 26.–28. Februar 2016 | 8. Weltcup in Königssee, 26.–28. Februar 2016                          | 8. Weltcup in Königssee, 26.–28. Februar 2016                     | 8. Weltcup in Königssee, 26.–28. Februar 2016                               | 8. Weltcup in Königssee, 26.–28. Februar 2016 |
| --------------------------------------------- | ---------------------------------------------------------------------- | ----------------------------------------------------------------- | --------------------------------------------------------------------------- | --------------------------------------------- |
| Disziplin                                     | Erster Platz                                                           | Zweiter Platz                                                     | Dritter Platz                                                               |                                               |
| Zweierbob Frauen                              | Elana Meyers Taylor Kehri Jones                                        | Kaillie Humphries Melissa Lotholz                                 | Anja Schneiderheinze Annika Drazek                                          |                                               |
| Zweierbob Männer                              | Won Yun-jong Seo Young-woo                                             | Beat Hefti Alex Baumann                                           | Francesco Friedrich Candy Bauer                                             |                                               |
| Viererbob Männer                              | DeutschlandMaximilian Arndt Alexander Rödiger Kevin Kuske Martin Putze | ÖsterreichBenjamin Maier Marco Rangl Markus Sammer Dănuț Moldovan | DeutschlandFrancesco Friedrich Candy Bauer Martin Grothkopp Thorsten Margis |                                               |

## Gesamtstand und erreichte Platzierungen im Zweierbob der Frauen
Endstand nach 8 Rennen
| Rang | Pilotin                | Land                   | ALT | WIN | KÖN1 | LAK | PAR | WHI | STM | KÖN2 | Punkte |
| ---- | ---------------------- | ---------------------- | --- | --- | ---- | --- | --- | --- | --- | ---- | ------ |
| 01.  | Kaillie Humphries      | Kanada                 | 01  | 03  | 01   | 02  | 01  | 01  | 03  | 02   | 1720   |
| 02.  | Jamie Greubel Poser    | USA                    | 03  | 01  | 03   | 01  | 03  | 02  | 04  | 06   | 1628   |
| 03.  | Christina Hengster     | Österreich             | 03  | 05  | 04   | 03  | 02  | 03  | 07  | 04   | 1546   |
| 04.  | Elfje Willemsen        | Belgien                | 02  | 06  | 02   | 04  | 05  | 07  | 05  | 05   | 1508   |
| 05.  | Anja Schneiderheinze   | Deutschland            | 05  | 04  | 06   | 05  | 04  | –   | 02  | 03   | 1338   |
| 06.  | An Vannieuwenhuyse     | Belgien                | 07  | 09  | 07   | 06  | 07  | 04  | 14  | 09   | 1288   |
| 07.  | Mariama Jamanka        | Deutschland            | –   | –   | 08   | 07  | 06  | 05  | 10  | 08   | 0992   |
| 08.  | Elana Meyers Taylor    | Vereinigte Staaten     | 08  | 02  | –    | –   | –   | –   | 01  | 01   | 0820   |
| 09.  | Maria Adela Constantin | Rumänien               | 09  | 08  | 10   | –   | –   | –   | 13  | 11   | 0712   |
| 10.  | Sandra Kroll           | Deutschland            | 06  | 07  | 05   | –   | –   | –   | –   | –    | 0528   |
| 11.  | Katrin Beierl          | Österreich             | –   | 10  | 11   | –   | –   | –   | 11  | 14   | 0528   |
| 12.  | Brittany Reinbolt      | Vereinigte Staaten     | –   | –   | –    | 09  | 09  | 06  | –   | –    | 0480   |
| 13.  | Nicole Vogt            | Vereinigte Staaten     | –   | –   | –    | 08  | 08  | 08  | –   | –    | 0480   |
| 14.  | Mica McNeill           | Vereinigtes Königreich | –   | –   | 09   | –   | –   | –   | 11  | 07   | 0456   |
| 15.  | Stephanie Schneider    | Deutschland            | –   | –   | –    | –   | –   | –   | 06  | 13   | 0296   |
| 16.  | Alexandra Rodionowa    | Russland               | –   | –   | –    | –   | –   | –   | 08  | 12   | 0288   |
| 17.  | Nadeschda Sergejewa    | Russland               | –   | –   | –    | –   | –   | –   | 15  | 10   | 0248   |
| 18.  | Katie Eberling         | Vereinigte Staaten     | –   | –   | –    | –   | –   | –   | 09  | –    | 0152   |

## Gesamtstand und erreichte Platzierungen im Zweierbob der Männer
Endstand nach 8 Rennen
| Rang      | Pilot               | Land                   | ALT        | WIN        | KÖN1       | LAK        | WHI1        | WHI2        | STM        | KÖN2       | Punkte | Punkte (alt) |
| --------- | ------------------- | ---------------------- | ---------- | ---------- | ---------- | ---------- | ----------- | ----------- | ---------- | ---------- | ------ | ------------ |
| 01.       | Won Yun-jong        | Südkorea               | 03         | 03         | 06         | 03         | 01          | 08          | 05         | 01         | 1570   | 1562         |
| 02.       | Nico Walther        | Deutschland            | 04         | 07         | 03         | 02         | 10          | 05          | 03         | 06         | 1474   | 1450         |
| 03.       | Uģis Žaļims         | Lettland               | 08         | 05         | 10         | 05         | 03          | 02          | 07         | 07         | 1418   | 1410         |
| 04.       | Oskars Melbārdis    | Lettland               | 02         | 02         | 02         | –          | 04          | 03          | 08         | 05         | 1366   | 1334         |
| 05.       | Rico Peter          | Schweiz                | 07         | 08         | 05         | 09         | 01          | 06          | 15         | 04         | 1361   | 1337         |
| 06.       | Francesco Friedrich | Deutschland            | 01         | 01         | 01         | 08         | DNS         | 14          | 08         | 03         | 1307   | 1275         |
| 07.       | Justin Kripps       | Kanada                 | 06         | 09         | 04         | 04         | 07          | 04          | 23         | 07         | 1290   | 1256         |
| 08.       | Steven Holcomb      | Vereinigte Staaten     | 11         | 17         | 07         | 01         | 06          | 11          | 02         | 10         | 1283   | 1243         |
| 09.       | Maximilian Arndt    | Deutschland            | 04         | 12         | 09         | 06         | 08          | 07          | 04         | –          | 1168   | 1144         |
| 10.       | Nick Cunningham     | Vereinigte Staaten     | 18         | 04         | 08         | 06         | 12          | 17          | 12         | 12         | 1080   | 1012         |
| 11.       | Chris Spring        | Kanada                 | 20         | 10         | 21         | 12         | 04          | 01          | 11         | 17         | 1043   | 0985         |
| 12.       | Oskars Ķibermanis   | Lettland               | 09         | 06         | 16         | 10         | 16          | 16          | 10         | 14         | 1016   | 0944         |
| 13.       | Simone Bertazzo     | Italien                | 13         | 19         | 13         | 15         | 13          | 10          | 14         | 13         | 0914   | 0820         |
| 14.       | Kim Dong-hyun       | Südkorea               | 12         | 11         | 12         | 13         | 09          | DSQ 2       | 20         | 16         | 0828   | 0752         |
| 15.       | Beat Hefti          | Schweiz                | 10         | 16         | 17         | –          | –           | –           | 01         | 02         | 0763   | 0739         |
| 16.       | Alexei Stulnew      | Russland               | 17         | 14         | 11         | DSQ 1 (14) | DSQ 1 (14)  | 09          | DSQ 1 0(9) | DSQ 1 (14) | 0488   | 1016         |
| 17.       | Nikita Sacharow     | Russland               | –          | 13         | 18         | 14         | 11          | DSQ 1 (14)  | –          | –          | 0488   | 0514         |
| 18.       | Benjamin Maier      | Österreich             | 19         | 24         | 20         | –          | –           | –           | 13         | 15         | 0411   | 0362         |
| 19.       | Ivo de Bruin        | Niederlande            | –          | –          | –          | –          | 15          | 12          | 27         | 19         | 0338   | 0294         |
| 20.       | Brad Hall           | Vereinigtes Königreich | –          | –          | 19         | –          | –           | –           | 16         | 11         | 0306   | 0268         |
| 21.       | Mateusz Luty        | Polen                  | 16         | –          | 14         | –          | –           | –           | 17         | –          | 0296   | 0266         |
| 22.       | Rudy Rinaldi        | Monaco                 | –          | 15         | 15         | –          | –           | –           | 18         | –          | 0288   | 0260         |
| 23.       | Maxim Andrianow     | Russland               | 15         | –          | –          | –          | –           | –           | 06         | –          | 0280   | 0272         |
| 24.       | Pius Meyerhans      | Schweiz                | –          | –          | –          | –          | 14          | 13          | –          | –          | 0232   | 0200         |
| 25.       | Jan Vrba            | Tschechien             | 21         | 21         | 24         | –          | –           | –           | 25         | –          | 0209   | 0184         |
| 26.       | Bruce Tasker        | Vereinigtes Königreich | –          | –          | 21         | –          | –           | –           | 20         | 21         | 0192   | 0162         |
| 27.       | Lamin Deen          | Vereinigtes Königreich | 13         | 20         | –          | DSQ 2      | –           | –           | –          | –          | 0188   | 0174         |
| 28.       | Heath Spence        | Australien             | –          | –          | –          | –          | 18          | 15          | –          | –          | 0184   | 0156         |
| 29.       | Dakarai Kongela     | Vereinigte Staaten     | –          | –          | –          | –          | 17          | 18          | –          | –          | 0168   | 0142         |
| 30.       | Loïc Costerg        | Frankreich             | –          | 18         | 23         | –          | –           | –           | 26         | –          | 0166   | 0147         |
| 31.       | Johannes Lochner    | Deutschland            | –          | –          | –          | –          | –           | –           | –          | 09         | 0152   | 0152         |
| 32.       | Vuk Rađenović       | Serbien                | –          | 22         | 27         | –          | –           | –           | –          | 22         | 0144   | 0123         |
| 33.       | Codie Bascue        | Vereinigte Staaten     | –          | –          | –          | 11         | –           | –           | –          | –          | 0136   | 0136         |
| 34.       | Dominik Dvořák      | Tschechien             | –          | –          | –          | –          | –           | –           | 24         | 18         | 0125   | 0104         |
| 36.       | Markus Sammer       | Österreich             | –          | 22         | 25         | –          | –           | –           | –          | –          | 096    | 086          |
| 36.       | Lukas Kolb          | Österreich             | –          | –          | –          | –          | –           | –           | 29         | 20         | 092    | 056          |
| 37.       | Oliver Biddulph     | Vereinigtes Königreich | 22         | 27         | –          | –          | –           | –           | –          | –          | 088    | 078          |
| 38.       | Justin Olsen        | Vereinigte Staaten     | –          | –          | –          | –          | –           | –           | 19         | –          | 074    | 062          |
| 39.       | Radek Matoušek      | Tschechien             | –          | 26         | 26         | –          | –           | –           | –          | –          | 072    | 064          |
| 40.       | Nick Poloniato      | Kanada                 | –          | –          | –          | –          | –           | –           | 20         | –          | 068    | 056          |
| 41.       | Dorin Grigore       | Rumänien               | –          | 25         | 28         | –          | –           | –           | –          | –          | 068    | 060          |
| 42.       | Thomas Heibl        | Norwegen               | –          | –          | 29         | –          | –           | –           | 28         | –          | 068    | 040          |
| DSQ (09.) | Alexander Kasjanow  | Russland               | DSQ 1 (10) | DSQ 1 (09) | DSQ 1 (12) | DSQ 1 (13) | DSQ 1 (03 ) | DSQ 1 (03 ) | DSQ 1 (08) | DSQ 1 (12) | DSQ 1  | 1232         |

## Gesamtstand und erreichte Platzierungen im Viererbob
Endstand nach 8 Rennen
| Rang      | Pilot               | Land                   | ALT        | WIN        | KÖN1       | LAK        | PAR1       | PAR2       | STM        | KÖN2       | Punkte | Punkte (alt) |
| --------- | ------------------- | ---------------------- | ---------- | ---------- | ---------- | ---------- | ---------- | ---------- | ---------- | ---------- | ------ | ------------ |
| 01.       | Maximilian Arndt    | Deutschland            | 03         | 02         | 02         | 01         | 01         | 02         | 01         | 01         | 1730   | 1715         |
| 02.       | Francesco Friedrich | Deutschland            | 01         | 01         | 04         | 05         | 05         | 04         | 04         | 03         | 1594   | 1570         |
| 03.       | Rico Peter          | Schweiz                | 04         | 04         | 03         | 04         | 02         | 03         | 07         | 06         | 1530   | 1512         |
| 04.       | Nico Walther        | Deutschland            | 02         | 03         | 01         | 11         | 09         | 01         | 05         | 04         | 1524   | 1492         |
| 05.       | Justin Kripps       | Kanada                 | 09         | 11         | 09         | 02         | 03         | 08         | 10         | 09         | 1306   | 1232         |
| 06.       | Simone Bertazzo     | Italien                | 07         | 09         | 14         | 09         | 15         | 10         | 09         | 11         | 1120   | 1040         |
| 07.       | Lamin Deen          | Vereinigtes Königreich | 06         | 07         | 15         | 03         | 06         | 12         | 19         | 18         | 1106   | 1032         |
| 08.       | Oskars Ķibermanis   | Lettland               | 05         | 08         | 18         | –          | 07         | 05         | 06         | 14         | 1064   | 1018         |
| 09.       | Steven Holcomb      | Vereinigte Staaten     | 16         | 17         | 11         | 06         | 14         | 06         | 14         | 15         | 1000   | 0920         |
| 10.       | Uģis Žaļims         | Lettland               | 12         | 15         | 16         | –          | 04         | 06         | 12         | 13         | 0944   | 0888         |
| 11.       | Nikita Sacharow     | Russland               | –          | 10         | 12         | 08         | 12         | 13         | 11         | 12         | 0944   | 0864         |
| 12.       | Oskars Melbārdis    | Lettland               | 08         | 05         | 05         | –          | –          | –          | 03         | 05         | 0912   | 0904         |
| 13.       | Nick Cunningham     | Vereinigte Staaten     | 13         | 12         | 13         | 07         | 10         | 11         | 20         | –          | 0884   | 0800         |
| 14.       | Benjamin Maier      | Österreich             | 10         | 14         | 08         | –          | –          | –          | 02         | 02         | 0836   | 0812         |
| 15.       | Won Yun-jong        | Südkorea               | 15         | 16         | 19         | 12         | 16         | 09         | 18         | –          | 0730   | 0648         |
| 16.       | John Jackson        | Vereinigtes Königreich | –          | –          | 07         | 14         | 13         | 18         | 17         | 10         | 0712   | 0638         |
| 17.       | Alexei Stulnew      | Russland               | 11         | 06         | 06         | DSQ 1 0(7) | DSQ 1 0(6) | DSQ 1 0(9) | DSQ 1 (16) | 08         | 0648   | 1208         |
| 18.       | Chris Spring        | Kanada                 | –          | –          | –          | 10         | 07         | 15         | 24         | 17         | 0549   | 0484         |
| 19.       | Jan Vrba            | Tschechien             | 14         | 13         | 10         | –          | –          | –          | 08         | –          | 0536   | 0504         |
| 20.       | Loïc Costerg        | Frankreich             | –          | 18         | 17         | –          | –          | –          | 13         | 07         | 0456   | 0426         |
| 21.       | Codie Bascue        | Vereinigte Staaten     | –          | –          | –          | 13         | 11         | 17         | –          | –          | 0344   | 0298         |
| 22.       | Ivo de Bruin        | Niederlande            | –          | –          | –          | –          | 17         | 16         | 25         | 19         | 0298   | 0254         |
| 23.       | Pius Meyerhans      | Schweiz                | –          | –          | –          | –          | 18         | 14         | 16         | –          | 0288   | 0244         |
| 24.       | Kaillie Humphries   | Kanada                 | –          | –          | –          | 15         | 19         | 19         | 26         | –          | 0288   | 0240         |
| 25.       | Lukas Kolb          | Österreich             | –          | –          | 23         | –          | –          | –          | 15         | 16         | 0250   | 0221         |
| 26.       | Oliver Biddulph     | Vereinigtes Königreich | 17         | 20         | –          | –          | –          | –          | –          | –          | 0156   | 0142         |
| 27.       | Dominik Dvořák      | Tschechien             | –          | –          | –          | –          | –          | –          | 21         | 20         | 0130   | 0112         |
| 28.       | Vuk Rađenović       | Serbien                | –          | DSQ 2      | 21         | –          | –          | –          | –          | 21         | 0124   | 0112         |
| 29.       | Thomas Heibl        | Norwegen               | –          | –          | 20         | –          | –          | –          | 23         | –          | 0118   | 0102         |
| 30.       | Dorin Grigore       | Rumänien               | –          | 21         | 22         | –          | –          | –          | –          | –          | 0118   | 0106         |
| 31.       | Radek Matoušek      | Tschechien             | –          | 19         | –          | –          | –          | –          | –          | –          | 074    | 068          |
| 32.       | Edson Bindilatti    | Brasilien              | –          | –          | –          | –          | –          | –          | 22         | –          | 056    | 045          |
| 33.       | Maxim Andrianow     | Russland               | DSQ 3      | –          | –          | –          | –          | –          | –          | –          | 0 0    | 0 0          |
| 34.       | Mateusz Luty        | Polen                  | –          | –          | –          | –          | –          | –          | DNS        | –          | 0 0    | 0 0          |
| DSQ 0(5.) | Alexander Kasjanow  | Russland               | DSQ 1 0(9) | DSQ 1 0(6) | DSQ 1 0(5) | DSQ 1 0(2) | DSQ 1 0(1) | DSQ 1 0(5) | DSQ 1 0(8) | DSQ 1 0(7) | DSQ 1  | 1459         |

## Gesamtstand Kombination
Endstand nach 16 Rennen
| Rang      | Pilot               | Land                   | 2er        | 4er        | Punkte | Punkte (alt) |
| --------- | ------------------- | ---------------------- | ---------- | ---------- | ------ | ------------ |
| 01.       | Nico Walther        | Deutschland            | 1450       | 1524       | 2974   | 2942         |
| 02.       | Francesco Friedrich | Deutschland            | 1307       | 1594       | 2901   | 2845         |
| 03.       | Maximilian Arndt    | Deutschland            | 1168       | 1730       | 2898   | 2859         |
| 04.       | Rico Peter          | Schweiz                | 1361       | 1530       | 2891   | 2849         |
| 05.       | Justin Kripps       | Kanada                 | 1290       | 1306       | 2596   | 2488         |
| 06.       | Uģis Žaļims         | Lettland               | 1418       | 0944       | 2362   | 2298         |
| 07.       | Won Yun-jong        | Südkorea               | 1570       | 0730       | 2300   | 2210         |
| 08.       | Steven Holcomb      | Vereinigte Staaten     | 1283       | 1000       | 2283   | 2163         |
| 09.       | Oskars Melbārdis    | Lettland               | 1366       | 0912       | 2278   | 2238         |
| 10.       | Oskars Ķibermanis   | Lettland               | 1016       | 1064       | 2080   | 1962         |
| 11.       | Simone Bertazzo     | Italien                | 0914       | 1120       | 2034   | 1860         |
| 12.       | Nick Cunningham     | Vereinigte Staaten     | 1080       | 0884       | 1964   | 1812         |
| 13.       | Chris Spring        | Kanada                 | 1043       | 0549       | 1592   | 1469         |
| 14.       | Nikita Sacharow     | Russland               | 0488       | 0944       | 1332   | 1378         |
| 15.       | Lamin Deen          | Vereinigtes Königreich | 0188       | 1106       | 1294   | 1206         |
| 16.       | Benjamin Maier      | Österreich             | 0411       | 0836       | 1247   | 1174         |
| 17.       | Alexei Stulnew      | Russland               | 0488       | 0648       | 1136   | 2224         |
| 18.       | Jan Vrba            | Tschechien             | 0209       | 0536       | 745    | 688          |
| 19.       | Ivo de Bruin        | Niederlande            | 0338       | 0298       | 636    | 548          |
| 20.       | Loïc Costerg        | Frankreich             | 0166       | 0456       | 622    | 573          |
| 21.       | Pius Meyerhans      | Schweiz                | 0232       | 0288       | 520    | 444          |
| 22.       | Codie Bascue        | Vereinigte Staaten     | 0136       | 0344       | 480    | 434          |
| 23.       | Lukas Kolb          | Österreich             | 0092       | 0250       | 342    | 277          |
| 24.       | Vuk Rađenović       | Serbien                | 0144       | 0124       | 268    | 235          |
| 25.       | Dominik Dvořák      | Tschechien             | 0125       | 0130       | 255    | 216          |
| 26.       | Oliver Biddulph     | Vereinigtes Königreich | 0088       | 0156       | 244    | 220          |
| 27.       | Dorin Grigore       | Rumänien               | 0068       | 0118       | 186    | 166          |
| 27.       | Thomas Heibl        | Norwegen               | 0068       | 0118       | 186    | 142          |
| 29.       | Radek Matoušek      | Tschechien             | 0072       | 0074       | 146    | 132          |
| DSQ 0(5.) | Alexander Kasjanow  | Russland               | DSQ (1232) | DSQ (1459) | DSQ    | DSQ (2691)   |